# Collège de Cambrai
Le collège de Cambrai est un collège de l'ancienne université de Paris.
En 1348, Guillaume d'Auxonne, évêque de Cambrai, Hugues d'Arcy, évêque de Laon et Hugues de Pomard, archevêque de Reims fondèrent le collège « des trois Évêques » qui, très vite, fut appelé collège de Cambrai. Celui-ci fut ensuite en partie acheté en 1610 par la Couronne pour bâtir le Collège royal. En 1680, le roi y fonda une chaire de droit français, mais en 1774, le Collège royal, devenu Collège de France, absorba tout le local qu'il occupait.

## Maîtres et élèves célèbres

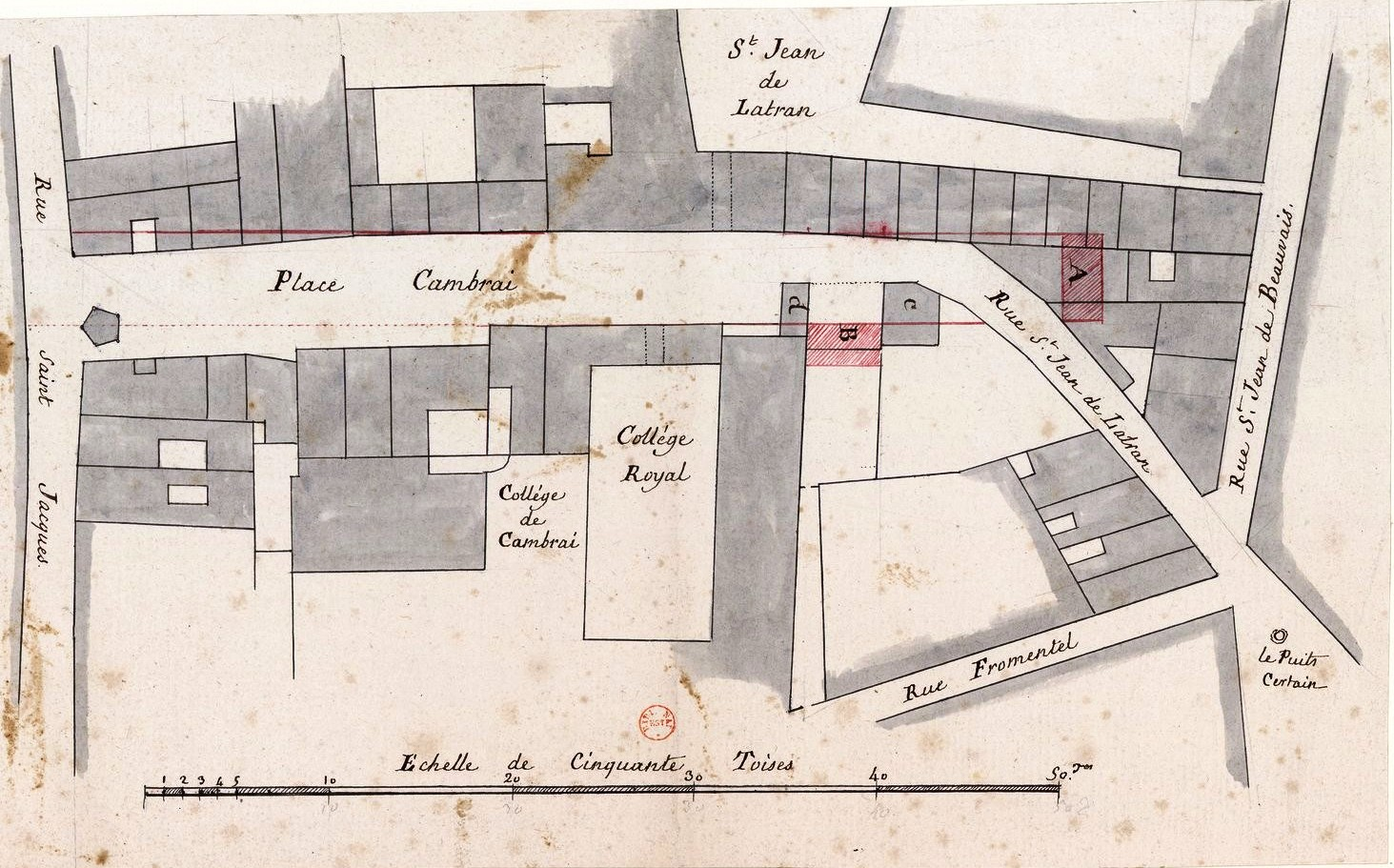
Plan du quartier du collège royal et du collège de Cambrai au XVIIIe siècle.

- Pierre de La Ramée (1515-1572)